# Ribadeo
Ribadeo er en by og kommune i det nordvestlige Spanien i provinsen Lugo. Den har et indbyggertal på 9.978 (2024) indbyggere.